# Larsia fittkaui
Larsia fittkaui är en tvåvingeart som beskrevs av James E. Sublette 1994. Larsia fittkaui ingår i släktet Larsia och familjen fjädermyggor.
Artens utbredningsområde är Guatemala. Inga underarter finns listade i Catalogue of Life.